# Days of Wonder
Days of Wonder è una casa editrice statunitense di giochi da tavolo in stile tedesco di cui ha anche prodotto con buon successo versioni elettroniche. È stata fondata nel 2002 da Eric Hautemont e Mark Kaufman, due tecnici della Silicon Valley, con sede a Los Altos, California, ma possiede anche una filiale francese. Il 25 agosto 2014 ha annunciato la sua fusione con il distributore francese Asmodée Éditions, anche se di fatto è diventata una sussidiaria della Asmodée.

## Storia
Il fondatore, Eric Hautemont, è un ingegnere informatico francese emigrato per lavoro in California dove negli anni novanta fondò la ditta di software 3D Ray Dream per poi venderla alla Fractal Design e costituire una propria società di finanziamento con i capitali ottenuti. Appassionato giocatore di Gang of Four, all'epoca pubblicato dall'editore francese Dargaud aveva l'abitudine di comprare diverse copie del gioco da regalare agli amici. Nel 2002, quando l'editore francese ne cessò la pubblicazione, acquistò i diritti dall'autore del gioco e fondò con alcuni amici la Days of Wonder per pubblicarlo. Insieme a Gang of Four pubblicò quello stesso anno Fist of Dragonstones, un gioco di Bruno Faiduti che aveva incontrato mentre si stava informando sulla situazione e tendenze del mercato dei giochi da tavolo prima di fondare l'azienda.
Fin dall'inizio l'azienda adottò la filosofia di pubblicare pochi giochi all'anno puntando sulla loro qualità e sul supporto da fornire ai clienti e offrì ai clienti dei propri giochi un sito web multilingue (inglese, francese e tedesco) con la storia dei giochi pubblicati, analisi statistiche delle partite, strategie e di gioco e un forum per i commenti. Inclusa in ogni scatola dei giochi pubblicati c'è un codice con il quale registrarsi sul sito che permette l'accesso a una versione online dello stesso.
Nel 2006 pubblicò Ticket to Ride di Alan R. Moon con il quale vinse numerosi premi, tra cui lo Spiel des Jahres tedesco e l'Origins Award statunitense. Scommettendo sull'ottenimento dello Spiel of Jahres e della pubblicità che ne sarebbe seguita Hautemont investì 40.000 dollari per preparare matrici di stampa aggiuntive per i modellini dei treni. Ticket to Ride è il titolo di maggior successo della Days of Wonder, al 2014 dichiara di averne venduto tre milioni di copie. A febbraio 2018 le copie vendute di giochi in scatola di Days of Wonder sono oltre 5.000.000 e ha almeno 45.000.000 contatti per giochi online.

## Giochi pubblicati
- Giochi di carte
  - Gang of Four (Lee Yih, 2002)
  - Terra (Bruno Faidutti, 2003)
  - Ticket to Ride: The Card Game (Alan R. Moon, 2008)
- Giochi da tavolo
  - Fist of Dragonstones (Bruno Faidutti e Michael Schacht, 2005)
  - Queen's Necklace (Bruno Faidutti e Bruno Cathala, 2003)
  - Il Mistero dell'Abbazia (Mystery of the Abbey) (Bruno Faidutti e Serge Laget, 2003)
  - Pirate's Cove (Paul Randles e Daniel Ståhl, 2003)
  - Ticket to Ride (Alan R. Moon, 2004). Con numerosi supplementi ed espansioni.
  - Memoir '44 (Richard Borg, 2004). Con numerosi supplementi ed espansioni.
  - Ticket to Ride: Europe (Alan R. Moon, 2005)
  - Shadows Over Camelot (Bruno Cathala e Serge Laget, 2005)
  - Cleopatra and the Society of Architects (Bruno Cathala e Ludovic Maublanc, 2006)
  - BattleLore (Richard Borg, 2006)
  - Colosseum (Markus Lübke e Wolfgang Kramer, 2007)
  - Small World (Philippe Keyaerts, 2009)
  - Mystery Express (Serge Laget e Antoine Bauza, 2010)
  - Cargo Noir (Serge Laget, 2011)
  - Relic Runner (Matthew Dunstan, 2013)
  - Five Tribes (Bruno Cathala, 2014)
  - Les Aventuriers du Rail Express (edizione francese), 2018)
  - Ticket to ride express (edizione italiana), 2022)